# Kanpō
Kanpō (japanska: 寛保?, Kanpō), 27 februari 1741–21 februari 1744, är en period i den japanska tideräkningen under kejsare Sakuramachis regering. Shogun var Tokugawa Yoshimune.
Den nya perioden inleddes av astrologiska skäl, då det 58:e året i den kinesiska 60-årscykeln ansågs vara ett förändringens år. Namnet på perioden kommer från ett citat ur det klassiska kinesiska historeverket Guoyu (400-talet f.Kr.).